# Acanthoscelides rossi
Acanthoscelides rossi is een keversoort uit de familie bladkevers (Chrysomelidae). De wetenschappelijke naam van de soort werd in 2001 gepubliceerd door Kingsolver & Ribeiro-Costa.